# Valentin Rapp
Valentin Rapp (* 16. September 1992 in Tettnang) ist ein deutscher Squashspieler.

## Karriere
Valentin Rapp spielte im Jahr 2017 erstmals auf der PSA World Tour und gewann auf dieser bislang zwei Titel. Seine höchste Platzierung in der Weltrangliste erreichte er mit Position 100 im November 2021. Mit der deutschen Nationalmannschaft nahm er 2017, 2019, 2023 und 2024 an der Weltmeisterschaft teil. Im selben Jahr stand er auch im Kader bei der Europameisterschaft. 2018 gehörte er ebenfalls zum EM-Kader und wurde hinter Raphael Kandra deutscher Vizemeister. Im Juni 2018 erreichte er in Gibraltar sein erstes Finale auf der World Tour, das er gegen Aqeel Rehman verlor. Im Februar 2021 sicherte er sich in Hamburg schließlich seinen ersten Titel. 2019, 2020 und 2024 wurde er hinter Raphael Kandra jeweils ein weiteres Mal deutscher Vizemeister.
Rapp schloss ein Chemiestudium mit dem Master ab. Er war von 2021 bis 2023 als Sportsoldat Mitglied der Sportfördergruppe der Bundeswehr.

## Erfolge
- Gewonnene PSA-Titel: 2
- Deutscher Vizemeister: 2018–2020, 2024